# Hyssia biterminosa
Hyssia biterminosa är en fjärilsart som beskrevs av Dyar 1921. Hyssia biterminosa ingår i släktet Hyssia och familjen nattflyn. Inga underarter finns listade i Catalogue of Life.